# Concerto di primavera
Concerto di Primavera è un album musicale del Piccolo Coro dell'Antoniano contenente canzoni dedicate alla primavera. L'anno di pubblicazione è il 1988 e l'editore è Antoniano.

## Tracce
1. Noi ragazzi di oggi
2. La canzone dei gabbiani
3. Scusa Gesù ti do del tu
4. Sorridi sorridi
5. Marameo
6. Nelle vecchia fattoria
7. Concerto per un bambino
8. Ninna nanna di Mozart
9. La slitta vagabonda
10. Le sette figlie di Santa Cecilia
11. Hanno rubato il prato
12. Fratelli d'Italia